# Блокада Барселоны
Блокада Барселоны была попыткой испанских войск вернуть Барселону во время Пиренейской войны, являющаяся частью наполеоновских войн. Блокада, длившаяся с сентября по декабрь 1808 года, окончилась в пользу французов.

## Предыстория
2 мая 1808 года граждане Мадрида восстали против французского военного присутствия, а через три дня Фердинанд VII под давлением Наполеона вернул корону своему отцу, который передал её Наполеону, а тот 10 мая отдал её своему брату Жозефу Бонапарту.
23 мая вспыхнуло восстание в Валенсии, а 28 мая в Лериде, что привело к созданию хунт в Игуаладе, Лериде, Тортосе и Жироне. Генерал Дюэм столкнулся с угрозой своим линиям связи с Францией, поскольку Росас, Жирона и Остальрик были заняты испанскими войсками, которые могли из союзников вот-вот стать врагами. В этот момент он получил приказы об отправке подкрепления в Сарагосу и Валенсию, и решил отправить две колонны своих войск, которые не были ветеранами Великой Армии. Первая под командованием генерала Франсуа Ксавье де Шварца была направлена в Сарагосу с приказом пройти через Игуаладу, Манресу, Серверу и Лериду, а вторая под командованием Жозефа Шабрана в Валенсию через Таррагону, Тортосу и Нулес. Испанский гарнизон Барселоны составлял только 2-й батальон полка Reales Guardias Valon, который был разоружён 11 ноября 1808 года, и его солдаты считались военнопленными.
Первая колонна была разбита 6 июня в первой из битв при Бруке регулярными солдатами и каталонскими ополченцами, а вторая благополучно пришла в Таррагону 7 июня. Как только стало известно о поражении при Бруке, Дюэм приказал Шабрану вернуться в Барселону. На обратном пути 9 июня в Арбосе французская колонна также была атакована повстанцами, ободрёнными победой при Бруке. Реакция наполеоновских солдат была безжалостной — они сожгли деревню и убили более ста человек.
Испанские войска окружили занятую французами Барселону, изолированную от других оккупированных территорий, где только Жирона всё ещё продолжала сопротивление. После неудачной экспедиции в Жирону, приведшей к первой и второй осаде, Гийом Филибер Дюэм сосредоточил свою армию возле Барселоны, между долинами рек Льобрегат и Бесос и горным хребтом Серралада-Литораль, который доминирует над городом.
12 октября 1808 года на Эрфуртском конгрессе Наполеон заключил с Александром I формальный союзный договор в духе Тильзитского мира, что позволило ему сократить число солдат на восточноевропейском фронте и сосредоточить свои войска на Пиренейском полуострове.

## Силы сторон

### Французские войска
Французская армия окружила город траншеями. Дивизия генерала Жозефа Шабрана занимала позиции на севере, в Сан-Андреу-де-Паломар, Орта и Вила-де-Грасиа, а дивизия генерала Жозефа Леки — в Саррии, Сан-Пере-Мартир, Сан-Фелиу-де-Льобрегат, Корнелья-де-Льобрегат и Оспиталет.

### Испанские войска
Испанские войска Каталонии находились под командованием капитана генерала Доминго де Трагьи, маркиза Паласио, который в июле высадился в Таррагоне. Регулярные войска под командованием графа Калдагеса были развернуты на правом берегу Льобрегата, в то время как 3710 микелетов полковника Франсиско Миланса дель Боша контролировали французские позиции со стороны Бесососа. С подкреплением с Балеарских островов, Гранады и Португалии маркиз Паласио разбил лагерь в Сан-Бой-де-Льобрегат с продовольствием и боеприпасами.

## Первые стычки

### 2 сентября. Битва при Сан-Бой-де-Льобрегат
Узнав о существовании лагеря, 2 сентября Дюэм решил напасть на него. Итальянцы и неаполитанцы под командованием генерала Милошевица пересекли Льобрегат через брод в Сан-Жоан-Деспи, пока на мостах Молинс-де-Рей и в Эль-Прат-де-Льобрегат велись отвлекающие атаки. На утро следующего дня три колонны итальянских войск нанесли поражение испанцам и захватили три пушки, одежду, боеприпасы, еду и сотню пленных, понеся незначительные потери.

### 2-7 сентября. Сражение при Сан-Андреу-де-Паломар
В то же самое время, когда французы атаковали Льобрегат, микелеты дель Боша вошли в Сан-Андреу-де-Паломар, который был временно покинут, но французский резерв вынудил их отступить к верховьям реки. После отхода микелетов французы решили атаковать лагерь Сан-Андреу двумя колоннами, первая из которых, возглавляемая полковником Латуром, атаковала по центру, а вторая колонна генерала Дево окружила лагерь справа. Две колонны атаковали одновременно, и застигнутые врасплох микелеты разбежались во всех направлениях; лишь через три дня они собрались в новом лагере в Сан-Херони-де-ла-Муртра.

### 10 октября. Нападение на лагерь микелетов в Сан-Херони-де-ла-Муртра
Из монастыря Сант-Херони-де-ла-Муртра (Бадалона) микелеты Миланса нападали на французские аванпосты в Сан-Андреу и возле Бесоса, поэтому генерал Дюэм решил в наказание организовать атаку двумя колоннами. Первая, под командованием Дево, состояла из двух батальонов линейной пехоты, которые 10 октября пересекли Бесос в Монкада-и-Решак, а во второй, под началом полковника Гери, было два батальона и две роты. Микелеты в полном беспорядке бежали в картезианский монастырь Монталегре (Тиана), где их также атаковали и рассеяли. Французы захватили около двухсот пленных, шесть орудий и большое количество боеприпасов, а около тысячи человек были убиты и ранены.

### 11 октября. Атака на Гранольерс и Мольет
После успешной атаки в предыдущий день генерал Дюэм решил атаковать линии снабжения противника в Гранольерсе. Прибыв на место, французы обнаружили, что жители сбежали, забрав провизию и уничтожив склад оружия и два орудия большого калибра. После демонстрации силы на дорогах Вика и Жироны 12 октября Дево ушёл в Мольет, где встретился с колонной примерно в 1,8 тыс. человек под командованием итальянского генерала Милошевица, состоящий из трёх батальонов и отряда итальянских касадоров, прикрывающих его отступление. Милошевиц приказал Дево разместить своих людей в Монкада-и-Решак, а сам отправился в Сан-Кугат-дель-Вальес.

### Битва в Сан-Кугат
Милошевиц занял Сан-Кугат-дель-Вальес без какого-либо сопротивления, но, покидая деревню, он столкнулся с развернутыми в боевом порядке испанскими войсками, пытающимися помешать его отступлению. В общей сложности у испанцев было около 3150 пехотинцев и 220 гусаров, присланных графом Раймоном Калдагесом из Молинс-де-Рей. В центре у итальянский генерал стоял батальон императорских гвардейцев, на правом фланге — неаполитанский батальон и касадоры, а на левом — итальянский батальон. Контрнаступление испанских гусар отсекло касадоров, и батальоны обоих французских флангов пришли в беспорядок, но в конце концов французской колонне с большим трудом удалось отступить к Монкада и воссоединиться с силами Дево. Войска Калдагеса не стали их преследовать их и вернулись в Молинс-де-Рей. В поражение при Сан-Кугата Дюэм потерял около 300 человек убитыми, ранеными и пленными, что вынудило его прекратить вылазки.

## К испанским войскам прибывает подкрепление
В конце октября в порту Таррагоны высадились остальная часть Балеарского гарнизона, ополченский полк Пальмы и швейцарский полк Бечарда, а испанская дивизия фельдмаршала Грегорио Лагуны была отпущена на свободу в Лиссабоне в соответствии с Синтрской конвенцией. Используя эти силы, маркиз дель Паласио подготовил амбициозный план по освобождению Барселоны, но был назначен в Центральную военную хунту и передал командование армией генерал-лейтенанту Хуану Мигелю де Вивес-и-Фелиу.
Новая Правая армия генерала Вивеса состояла из 20 535 человек, в том числе 19 551 пехотинца, 780 кавалеристов и 204 артиллеристов с 17 орудиями. Авангард Мариано Альвареса де Кастро состоял из 5,5 тыс. пехотинцев и 100 кавалеристов и должен был действовать в Эмпорда, в то время как основная часть армии состояла из 4 дивизий под командованием графа Калдагеса, Грегорио Лагуны, Гаспара Гомеса де ла Серны и Франсиско Миланса дель Боша; резерв в 770 пехотинцев, 80 кавалеристов и 50 артиллеристов был под началом главнокомандующего или майора Хайме Гарсии Конде (пехота) и Карлосу де Витте (кавалерия). Была надежда, что к армии успеет присоединиться пятая дивизия под командованием Луиса Ребольедо де Палафокс-и-Мельчи, маркиз Лазана, и шестая дивизия из Гранады под командованием Теодора фон Рединга.

## Нападение на Барселону
Зная о возможном подходе на помощь осаждённым колонны из Перпиньяна под командованием генерала Лорана Гувиона Сен-Сира, испанцы должны были принимать решения, не дожидаясь прибытия дивизий маркиза де Лазана и Теодора фон Рединга. Чтобы остановить Сен-Сира, у них было только 6 тыс. человек из авангарда Мариано Альвареса де Кастро, расположенных между крепостью Росас и рекой Флувия. Было решено собрать как можно больше войск, чтобы остановить колонну Сен-Сира и заставить гарнизон Барселоны голодать. 6 ноября генерал Вивес перенёс свою штаб-квартиру из Вильяфранка-дель-Пенедес в Марторель.
6 ноября на встрече военного совета Вивес изложил свой план изгнания французов из Барселоны, который заключался в нападении 8 сентября пятью колоннами. Колонна Миланса дель Боша, которая должна была покинуть Сан-Херони-де-ла-Муртра, и колонна генерала Грегорио Лагуны из Орты должны были встретиться у форта Пия и предъявить Дюэму ультиматум. Третья колонна под командованием полковника Гаспара Гомеса де ла Серна должна была наступать от Сан-Кугата к до Торре-де-ла-Виррейна, уничтожив французов в Грасии и Саррии; четвёртая колонна графа Калдагеса должна была атаковать форт и батарею Росаса и оккупировать Сантс; резервная колонна генерала Карлоса де Витте должна была пересечь Льобрегат в Корнелье и отрезать путь к отступлению войскам, которых Калдагес вытеснил бы с равнин возле Барселоны.
Все пять колонн составляли не более 12 тыс. человек, что было недостаточно для взятия укреплений Барселоны силой, а точная координация движения такого количества колонн была практически невозможна.
8 ноября началось наступление. Первой колонной, которая должна была первой атаковать противника, была колонна Калдагеса, которая оттеснила французов к Крытому кресту у ворот Сан-Антонио, но колонна генерала де Витте, который должен был помочь, отрезав французам путь к отступлению, не успела подойти вовремя, потому что ей потребовалось пересечь мост в Сан-Бой-де-Льобрегат. Подразделению полковника Гомеса де ла Серна удалось продвинуться до Саррии и Грасиа. Дивизия Лагуны захватила Сан-Андреу-де-Паломар и отбила контратаку бригады генерала Гулла, но затем отступила в форт Пий. В полдень колонна Миланса наконец пересекла Бесос в Сан-Адриу, чтобы присоединиться к Лагуне.
Дюэм, которому угрожали с обоих флангов, попытался остановить атаку слева, с одной стороны, усилив итальянскую дивизию 93-м французским линейным батальоном и эскадроном кирасиров, а с другой — приказав атаковать Калдагеса, вынудив испанцев покинуть в полдень Сантс и вернуться на исходную позицию на другом берегу Льобрегата, в то время как на правом фланге они продолжали удерживать Орту и Сан-Андреу-де-Паломар.

## Последствия
Днём 22 декабря Верховная хунта Каталонии покинула Вильяфранка-дель-Пенедес в ожидании неминуемого прибытия императорских войск, которые 21 декабря разгромили остатки испанской армии в Молинс-де-Рей и 29 декабря вернулись в Тортосу. Остальные силы Наблюдательного корпуса восточных Пиренеев были объединены с 7-м корпус французской армии Испании под командованием генерала Лорана Гувиона Сен-Сира, а генерал Дюэм остался губернатором Барселоны.
В марте 1809 года испанцы снова попытались заблокировать Барселону, и генерал Дево оттеснил их в Молинс-де-Рей, после чего французские войска дошли до монастыря Монсеррат и захватили его, но преследующие их испанцы разгромили французский отряд.